# Südtiroler Künstlerbund
Der Südtiroler Künstlerbund (SKB) versteht sich als Vereinigung der Künstler deutscher und ladinischer Muttersprache in Südtirol. Er entstand 1946 und hat seinen Sitz am Deutschhaus in Bozen. Der SKB gliedert sich in die Sektionen Bildende Kunst, Architektur, Literatur und Musik.

## Geschichte
Bereits 1923 wurde in Bozen ein Bozner Künstlerbund von an die 50 Künstlern, Architekten und Literaten (unter ihnen Albin Egger-Lienz, Albert Stolz, Ignaz Stolz, Rudolf Stolz, Erwin Merlet, Gustav Nolte, Anton Hofer und Ignaz Gabloner) begründet, doch aufgrund der faschistischen Zwangsmaßnahmen war der Vereinigung keine Durchschlagskraft beschieden. Die Südtiroler Künstlerschaft nahm in der Folge recht geschlossen an den Kunstbiennalen statt, die in Bozen von 1922 bis 1942 regelmäßig stattfanden und immer stärker regimekonforme Züge annahmen. Die meisten der späteren Gründungsmitglieder des SKB hatten sich auf opportunistische Weise mit dem italienischen Faschismus bzw. dem Nationalsozialismus kompromittiert, ohne dass dies 1946, bei der Neugründung des SKB nach dem Zweiten Weltkrieg, ein Problem darstellte. Dies gilt insbesondere für den Gründungspräsidenten Albert Stolz, der sowohl Mussolini-Porträts geschaffen wie auf den Innsbrucker „Gau-Kunstausstellungen Tirol-Vorarlberg“ ausgestellt hatte. Sein Nachfolger wurde 1947 der Architekt Erich Pattis, dessen Stellvertreter der Bildhauer Hans Piffrader, der ab 1938 in Bozen den Sitz der faschistischen Partei mit einem Monumentalrelief ausgeschmückt und 1940 Mitglied der Partei geworden war. Weitere frühe Mitglieder waren Ignaz Gabloner, Heiner Gschwendt, Georg Innerebner, Erich Kofler, Hans Plangger, Lieselotte Plangger-Popp, Rolf Regele und Rudolf Stolz. 1953 wurde der völkische Schriftsteller Joseph Georg Oberkofler zum Ehrenmitglied des SKB ernannt.
Auf den Querschnittsausstellungen des SKB der frühen Nachkriegszeit dominierten Motive der Heimatkunst und eines zahmen expressiven Realismus. Die konservativ-idyllisierende Kunstauffassung stand häufig im Dienst ethnozentrischer Traditionen, sie wurde ab den 1970er und 1980er Jahren allmählich von der Moderne gegenüber durchlässigeren Positionen abgelöst.
Als Reaktion auf den Traditionalismus des SKB, aber ebenso des ähnlich orientierten Südtiroler Kulturinstituts, entstand 1975 in Bozen das kurzlebige Südtiroler Kulturzentrum, das sich ausdrücklich „kulturellen Initiativen linker oder demokratischer Prägung“ verpflichtet wusste.
Noch 2018 betonte der SKB, dass Kunst unpolitisch zu sein habe, und vertrat die Position, „Kunst habe mit Politik rein gar nichts zu tun“. 2019 wurde zudem moniert, dass der SKB ein „besonderer Hort des Verschweigens“ sei, der „der die Vergangenheit seiner großteils nazifaschistischen Gründungsmitglieder niemals kritisch aufgearbeitet“ habe.

## Galerie Prisma
An seinem Sitz in Bozen, dem Deutschhaus-Ansitz Weggenstein, führt der Südtiroler Künstlerbund eine eigene Kunstgalerie, die Galerie Prisma, an der regelmäßig Kunstausstellungen stattfinden.⊙

## „Kreis Südtiroler Autoren“
Die im SKB organisierten Schriftsteller bilden einen eigenen Autorenkreis, den „Kreis Südtiroler Autoren“. Auch der Lyrikpreis Meran und der Franz-Tumler-Literaturpreis werden von ihm ausgerichtet. 1988 wurde eine „Dokumentationsstelle Südtiroler Literatur“ eingerichtet, die Nachlässe regionaler Schriftsteller verwahrt und deren Tätigkeit dokumentiert.

## Veröffentlichungen
Mit den Monografien Südtiroler Künstler gibt der SKB seit den 1960er Jahren eine eigene Schriftenreihe heraus, die sich in Einzelporträts der Geschichte und dem Schaffen seiner bekanntesten Mitglieder widmet.